# ジャンス・オズバイ
ジャンス・オズバイ（Cansu Özbay、1996年10月17日 - ）は、トルコの女子バレーボール選手である。トルコ代表。

## 来歴
イズミル出身。地元のクラブArkas Spor青少年育成チームでバレーボール選手としてのキャリアをスタートさせた。その後、イスタンブールを拠点とするベシクタシュに移籍した。2013年、U18のトルコ代表としてユース世界選手権に出場した。2016/17シーズンより強豪クラブのワクフバンクSKに移籍した。2017年にシニアのトルコ代表に初選出され、同年の欧州選手権で銅メダル獲得した。2018年からは正セッターに抜擢されると同年のネーションズリーグで銀メダルを獲得し、自身もベストセッター賞を受賞した。同年9-10月の世界選手権に出場した。2021年開催の東京2020オリンピックに出場した。

## 球歴
- オリンピック - 2021年、2024年
- 世界選手権 - 2018年
- ネーションズリーグ - 2018年、2019年、2021年
- 欧州選手権 - 2017年、2019年、2021年

## 受賞歴
- 2018年 ネーションズリーグ ベストセッター賞

## 所属クラブ
- ベシクタシュ（2014-2015年）
- Nilüfer Belediyespor（2015年）
- ベシクタシュ（2015-2016年）
- ワクフバンクSK（2016年-）